# عمار تفتی
عمار تفتی (زاده ۳ دی ماه ۱۳۶۰ در یزد) بازیگر تئاتر، سینما و تلویزیون، دستیار صحنه و لباس، و دستیار کارگردان ایرانی است.
او فارغ‌التحصیل رشته سینما با گرایش تدوین از دانشگاه هنر تهران است.

## زندگی هنری
از ۱۱ سالگی با فیلم ایلیا، نقاش جوان به کارگردانی ابوالحسن داوودی به سینما پا گذاشت. او در این سال‌ها در سریال‌هایی نظیر زیرزمین،میوه ممنوعه، گلهای گرمسیری، شب می‌گذرد، ساختمان ۸۵ و… حضور داشته است.

## کارنامه هنری

### سینمایی
- ایلیا، نقاش جوان (۱۳۷۱، به کارگردانی ابوالحسن داوودی)
- نون و گلدون (۱۳۷۴، به کارگردانی محسن مخملباف)
- مرد بارانی (دستیار کارگردان فیلم) (۱۳۷۸، ابوالحسن داوودی)
- شراره (دستیار صحنه و لباس فیلم) (۱۳۷۸، سیامک شایقی)
- فرزندان خورشید (دستیار صحنه فیلم) (۱۳۷۸، حسین محجوب)
- نان و عشق و موتور ۱۰۰۰ (بازیگر، دستیار کارگردان فیلم) (۱۳۷۹، ابوالحسن داوودی)
- زنگی و رومی (دستیار صحنه فیلم) (۱۳۸۰، ناصر تقوایی)
- جایی برای زندگی (۱۳۸۲، محمد بزرگ‌نیا)
- ارتفاع ۶/۴۵ (۱۳۸۵، سیامک شایقی)
- خواب زمستانی (۱۳۸۶، سیامک شایقی)
- شرقی (۱۳۸۷، عبدالرضا منجزی)
- به تهران خوش آمدید (۱۳۹۱، رضا سبحانی)
- مزار شریف (۱۳۹۳، حسن برزیده)

### تله‌فیلم
- روبات (۱۳۸۵، مهرداد خوشبخت)
- پاسخ رحمان (۱۳۸۶، جواد افشار)
- بام تا بام (۱۳۸۶، مجید تربتی فرد)
- جایی نزدیک آسمان (۱۳۸۶، سامان سالور)
- خانه ساحلی (۱۳۸۷، صادق کرمیار)
- سبز، سپید، سرخ (۱۳۸۷، مجید تربتی فرد)
- گام‌های معلق (۱۳۸۸، شاهرخ دولکو)
- شما پلیسید (۱۳۸۹، عاطفه خادم الرضا)
- حرف مردم (۱۳۹۰، داریوش یاری)
- توپ، شوت، شیشه (۱۳۹۰، بهمن شهروان)
- نقاب پوشالی (۱۳۹۱، حسین گنجخانی)
- به رنگ انار (۱۳۹۱، اسرافیل علمداری)

### تلویزیونی
| سال  | نام مجموعه                                          | نقش                    | کارگردان                 | توضیحات                         |
| ---- | --------------------------------------------------- | ---------------------- | ------------------------ | ------------------------------- |
| ۱۳۷۵ | سفید، سیاه، خاکستری                                 |                        | سیامک شایقی              | شبکه دو سیما                    |
| ۱۳۸۱ | زنبق‌های وحشی                                        |                        | بهرام کاظمی              | شبکه یک سیما                    |
| ۱۳۸۴ | پای پیاده                                           |                        | اصغر توسلی               | شبکه پنج سیما                   |
| ۱۳۸۵ | زیر زمین                                            | قربون                  | علیرضا افخمی             | شبکه سه سیما                    |
| ۱۳۸۶ | میوه ممنوعه                                         | فرزاد                  | حسن فتحی                 | شبکه دو سیما                    |
| ۱۳۸۷ | گل‌های گرمسیری                                       |                        | محمد مهدی عسگرپور        | شبکه یک سیما                    |
| ۱۳۸۷ | شب می‌گذرد                                           |                        | راما قویدل               | شبکه پنج سیما                   |
| ۱۳۸۸ | کلانتر ۳ اپیزود دوستان                              | همسر پوپک              | محسن شاه‌محمدی            | شبکه یک سیما                    |
| ۱۳۸۸ | ده عکس (ترانه پاییزی)                               |                        | بهمن زرین‌پور             | شبکه یک سیما                    |
| ۱۳۸۹ | ساختمان ۸۵                                          | کامران                 | مهدی فخیم زاده           | شبکه دو سیما                    |
| ۱۳۸۹ | خط سوم                                              |                        | داریوش یاری              | در سیمای مرکز سیستان و بلوچستان |
| ۱۳۹۰ | شاید برای شما هم اتفاق بیفتد (اپیزود برنده بازی)    |                        | نوید میهن دوست           | شبکه پنج سیما                   |
| ۱۳۹۱ | خانه دوستی                                          |                        | احمد فیضی                | در سیمای قم (نور)               |
| ۱۳۹۱ | شاید برای شما هم اتفاق بیفتد (اپیزود مسافر دو دنیا) |                        | احمد معظمی و محمود معظمی | شبکه پنج سیما                   |
| ۱۳۹۱ | شاید برای شما هم اتفاق بیفتد (بهترین راه)           |                        | حسین فلاح                | شبکه پنج سیما                   |
| ۱۳۹۱ | شاید برای شما هم اتفاق بیفتد (سکوت)                 |                        | محمود معظمی              | شبکه پنج سیما                   |
| ۱۳۹۲ | شاید برای شما هم اتفاق بیفتد' (آغاز تلخ)'           |                        | احمد معظمی               | شبکه پنج سیما                   |
| ۱۳۹۲ | در بند اروند                                        |                        | سیامک صرافت              | شبکه سه سیما                    |
| ۱۳۹۳ | رنگ شک                                              |                        | فریبرز عرب نیا           | شبکه سه سیما                    |
| ۱۳۹۳ | زمستان گرم                                          |                        | رسول صانعی               | شبکه پنج                        |
| ١٣٩۴ | نیاز                                                |                        | حسین سهیلی زاده          | شبکه یک                         |
| ۱۳۹۵ | پریا                                                | شهرام عسکری            | حسین سهیلی‌زاده           | شبکه سه سیما                    |
| ۱۳۹۶ | پرواز در ارتفاع صفر                                 |                        | عبدالحسین برزیده         | شبکه یک سیما                    |
| ١٣٩٨ | بانوی سردار                                         | علی                    | پرویز شیخ طادی           | شبکه سه                         |
| ۱۳۹۸ | جلال                                                | جلال شاطری /اکبر فرشچی | حسن نجفی                 | شبکه یک                         |
| ۱۳۹۹ | جلال ۲                                              | جلال شاطری /اکبر فرشچی | حسن نجفی                 | شبکه یک                         |
| ۱۴٠۲ | عشق کوفی                                            | صالح                   | حسن آخوند پرور           | شبکه سه سیما                    |

### تئاتر
- دشت مینو (۱۳۸۵)[۵][۶]
- تبرئه شده (۱۳۸۷)[۷]
- یک شاخه گل با بوی وارطان (۱۳۹۰)[۸]
- چاله (۱۳۹۱)[۹]
- پنجره ایی رو به آسمان (۱۳۹۸)
- دردنوشان اشعاری از سعدی به روایت عمار تفتی (۱۴۰۳)